# Teknikåret 2007

## Händelser

### Januari
- 30 januari - Microsoft släpper operativsystemet "Windows Vista" till privatpersoner.

### Mars
- 4 mars - Vid parlamentsvalet i Estland kan man för första gången någonsin i världen rösta över Internet [1].
- 7 mars - FN inleder en kampanj för återvinning av metaller inom elektronik och datorer [1].
- 12 mars - Stockholm genomför övergången till marksänd digital-TV då det analoga nätet släcks.
- 15 mars - Europeiska lamptillverkarnas sammanslutning ELC föreslår att glödlampan ersätts av ljuskällor som drar mindre energi [1].
- Okänt datum - RepRap, version 1.0 (Darwin) är färdigutvecklad.

### April
- 3 april - Ett specielbyggt franskt TGV-tåg med två kraftigt laddade lok sätter nytt världsrekord för tåg, med 574,8 kilometer i timmen [1].

### Maj
- 8 maj - Soldrivna katamaranen Sun 21 anländer till New York i USA efdter att ha färdats över 11 000 kilometer över Atlanten från Spanien, enbart med hjälp av solenergi [1].

### Juni
- 26 juni - Världens första flytande vindkraftverk skall placeras vid ön Karmøy utanför västra Norge [1].

### Juli
- 1 juli - Den senaste versionen av det japanska höghastighetståget Shinkansen avgår från Tokyo till Fukuoka med en toppfart på cirka 300 kilometer i timmen [1].
- 8 juli - Boeing presenterar nya Dreamliner 787 [1].

### Oktober
- 1 oktober - Nordkorea går efter förhandlingar med bland andra USA och Kina med på att skrota sitt atomprogram [1].
- 11 oktober - Perus president Alan García Perez meddelar att Peru skall köpa minst 40 000 billiga datorer detta år och 250 000 kommande år i programmet OLPC [1].
- 25 oktober - Världens största passagerarflygplan, Airbus A380, genomför sin första kommersiella flygning [1].

### December
- 24 december - GPS-mottagaren är "årets julklapp" i Sverige [2].

## Utmärkelser
- Harald Welte tilldelas Award for the Advancement of Free Software
- Groklaw tilldelas Award for Projects of Social Benefit

### Fotnoter
1. 1 2 3 4 5 6 7 8 9 10 11  Illustrerad vetenskaps stora årsbok 2007: Hela året - världen runt, Bonier Publications International AS, 2008
2. ↑  "Årets julklapp" i Sverige Arkiverad 22 januari 2011 hämtat från the Wayback Machine.